# 加來梨夏子

加來 梨夏子（かく りかこ、1997年10月19日 - ）は、日本の女優。福岡県出身。劇団民藝所属。

## 来歴・人物
2020年に劇団民藝に入団。
特技はクラシックバレエ、コンテンポラリー・ダンス。

## 出演

### 舞台
- 『レストラン「ドイツ亭」』（2022年） - エーファ・ブルーンス 役
- 『破戒』（2022年） - お志保 役（特別）
- 『忘れてもろうてよかとです』（2022年） - 久美 役
- 『ノア美容室』（2023年） - 名越映子 役
- しんゆりシアター『女学者たち』（2023年）
- 朗読と歌によるこんさあと『いのちかけて』（2024年）
- 『真夜中の太陽』アキ役（KEIKOBA)（2024年）
- 二兎社特別企画 ドラマリーディング vol.7『帰ってこない』（2024年）
- 『ミツバチとさくら』山中真緒役（2024年）
- 川崎アートセンター小劇場×映像館　vol.8 【新美南吉になりたかった正八〜南吉とキツネたち〜】（2025年）
- 『真夜中の太陽』アキ役（学校巡回公演）（2025年）

### テレビドラマ
- NHK夜ドラ『柚木さんちの四兄弟。』（2024年）
- フジテレビ 木曜劇場『日本一の最低男 ※私の家族はニセモノだった』（2025年）
- BUMPオリジナルショートドラマ『弊社死ね！』（2025年）
- BUMPオリジナルショートドラマ『わたしの好きな人は、』（2025年）

### CM
- 丸亀製麺「おまたせ！春の丸亀シェイクうどん」